# Штеменко, Сергей Матвеевич
Серге́й Матве́евич Штеме́нко (7 [20] февраля 1907, станица Урюпинская, Область Войска Донского, Российская империя — 23 апреля 1976, Москва, РСФСР, СССР) — советский военный деятель, начальник Генштаба ВС СССР (1948—1952), генерал армии.

## Молодость, начало службы и довоенная биография
Родился в бедняцкой казачьей семье в станице Урюпинская. Настоящая фамилия — Штеменков, изменена на Штеменко при получении документов в 1916 году по настоянию матери. Там же в 1924 году окончил церковно-приходскую школу. В 1924 году уехал в Москву на заработки, трудился чернорабочим на строительстве здания Центрального телеграфа.
В октябре 1926 года призван в Красную армию. Учился в Московской артиллерийской школе имени Л. Б. Красина. В сентябре 1927 года переведён в Севастопольскую школу зенитной артиллерии, которую с отличием окончил в 1930 году. Впоследствии окончил Военную академию механизации и моторизации РККА (1937), Академию Генерального штаба РККА (1940).
В 1930—1933 годах служил в 121-м зенитно-артиллерийском полку Украинского военного округа в Севастополе: командир взвода разведки, с 1931 года — командир артиллерийской батареи, с 1932 года — начальник штаба отдельного артиллерийского дивизиона, с 1933 года — первый помощник начальника штаба полка. В 1930 году вступил в ВКП(б).
После окончания академии, с декабря 1937 года — командир отдельного учебного танкового батальона в 5-й танковой бригаде Резерва Главного Командования в Киевском особом военном округе. В августе 1938 года направлен на учёбу в Академию Генерального штаба РККА. Майор.
В 1939 году в составе большой группы слушателей Академии Генерального штаба РККА участвовал в освободительном походе на Западную Украину — в штабе Киевского особого военного округа (а с выделением из окружного управления полевого управления Украинского фронта — в штабе фронта), в распоряжении начальника бронетанковых войск округа Я. Н. Федоренко. Во время советско-финской войны — в числе большой группы слушателей Академии Генштаба, взятых на усиление Оперативного управления Генерального штаба и проводивших одновременно с обучением в академии дежурства в Генштабе для получения опыта оперативной работы.
Осенью 1940 года после сдачи государственных экзаменов в Академии Генерального штаба РККА направлен в Оперативное управление Генерального штаба — старший помощник начальника Ближневосточного отдела. Подполковник.

## Великая Отечественная война
Во время Великой Отечественной войны с августа 1941 года был заместителем начальника Ближневосточного направления Оперативного управления Генштаба. Но ввиду огромного объёма работы по действующей армии был основную часть времени прикомандирован к направлениям, курировавшим Юго-Западный и Западный фронты, полковник.
С июня 1942 года — начальник Ближневосточного направления Оперативного управления Генштаба, по совместительству курировал Северо-Кавказский и Закавказский фронты. В особо сложный период оборонительного этапа битвы за Кавказ, выезжал на длительный срок на Северный Кавказ в район боевых действий в составе группы партийных и военных работников во главе с Л. П. Берией. Генерал-майор (23.11.1942).
С апреля 1943 года — первый заместитель начальника Оперативного управления Генштаба, генерал-лейтенант (4.04.1943). С мая 1943 и по 1946 год — начальник Оперативного управления Генерального штаба; на этом посту был одним из основных руководителей планирования операций при осуществлении замыслов Верховного Главнокомандования по разгрому вооружённых сил фашистской Германии и милитаристской Японии (Советско-японская война). В ноябре 1943 года, во время Тегеранской конференции, Штеменко сопровождал Верховного Главнокомандующего в Тегеран, обеспечивая его необходимыми данными о положении на фронтах.
По заданию Ставки ВГК неоднократно выезжал на фронты для оказания помощи в организации и проведении операций. Так, в конце 1943 года участвовал в подготовке операции Отдельной Приморской армии по освобождению Крыма; в феврале—марте 1944 года в качестве начальника штаба при представителе Ставки С. К. Тимошенко находился на 2-м Прибалтийском фронте, принимал участие в организации прорыва обороны немецко-фашистских войск и согласования действий 1-го и 2-го Прибалтийского фронтов; в апреле 1944 года в качестве представителя Ставки выезжал на Западный фронт; в июне 1944 года находился на 2-м Белорусском фронте, внёс существенный вклад в подготовку и проведение Могилёвской операции 1944 года, в июле находился на 3-м Прибалтийском фронте, оказывая помощь командованию в планировании, подготовке и осуществлении Псковско-Островской операции 1944 года.
Генерал-полковник (17.11.1943).
В июне 1945 года участвовал в организации Парада Победы на Красной площади в Москве.

## Послевоенное время
С 23 марта 1946 года — начальник Главного оперативного управления — заместитель начальника Генерального штаба Вооружённых сил СССР. С 12 ноября 1948 по 16 июня 1952 года — начальник Генерального штаба — заместитель министра Вооружённых сил СССР (с февраля 1950 — военного министра СССР), генерал армии (12.11.1948). Согласно книге К. М. Симонова «Глазами человека моего поколения», А. М. Василевский рассказывал о снятии Штеменко с должности начальника Генерального штаба следующим образом:

После этого мы ушли. Первый ушёл Штеменко. Потом мы с Соколовским. Штеменко так и не сказал за всё заседание ни слова. Когда я, уходя последним, уже был в дверях, Сталин позвал меня обратно. Я зашёл, поняв, что он хочет говорить со мной, с одним из нас троих. 
— Чтоб вы знали, товарищ Василевский, почему мы освободили Штеменко. Потому что он всё время пишет и пишет на вас, надоело. Поэтому решили освободить. 
Так Сталин объяснил мне тогда причины снятия Штеменко. 
Впоследствии я мог убедиться в правильности его слов, держа в руках документы.— Симонов К. М. Глазами человека моего поколения. Размышления о И. В. Сталине. — М.: АПН, 1989.
С июня 1952 по март 1953 года — начальник штаба Группы советских оккупационных войск в Германии. Сразу после смерти И. В. Сталина был возвращён в Москву и с 16 марта по 15 июля 1953 года являлся заместителем начальника Генерального штаба ВС СССР.

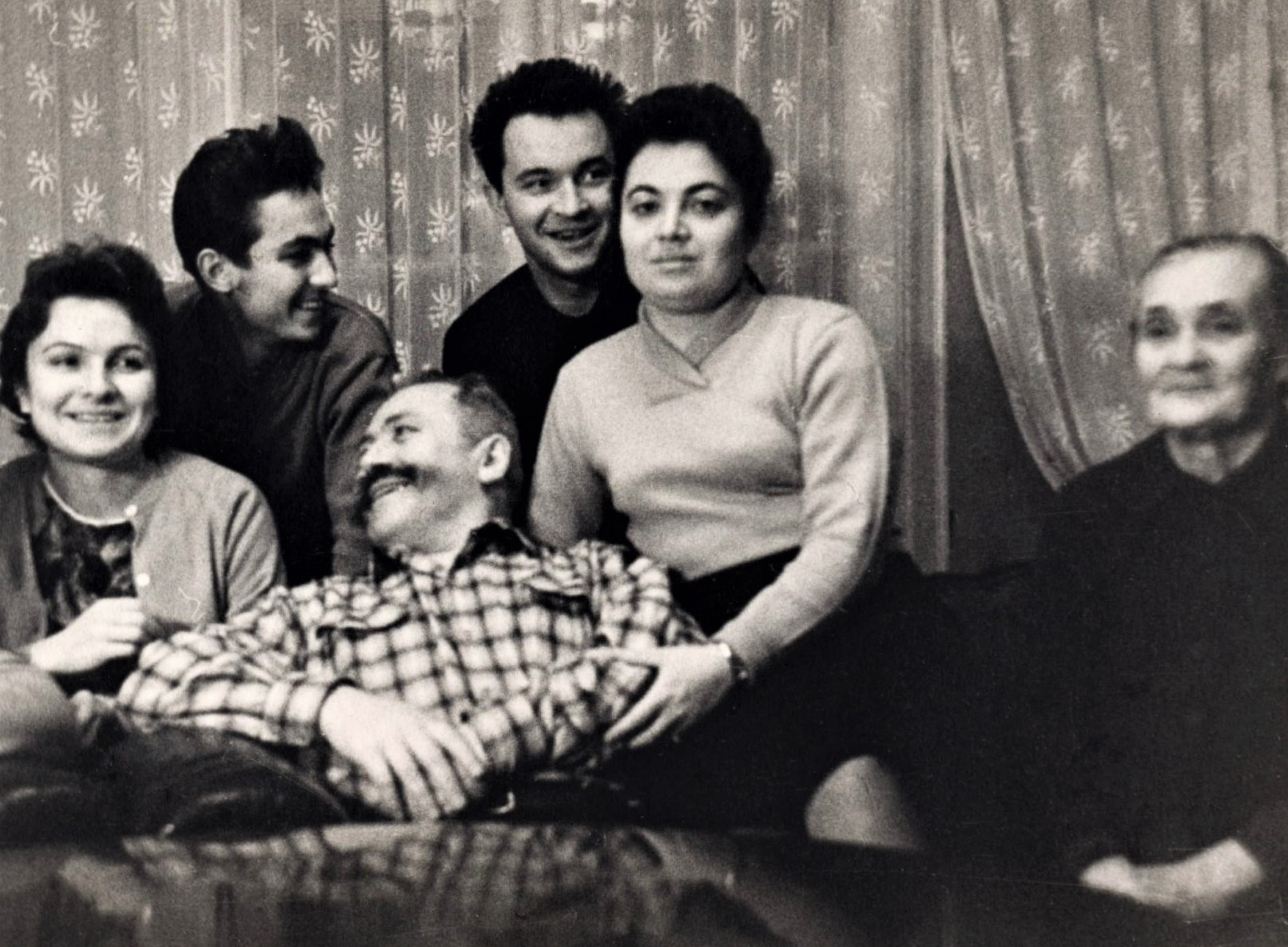
Сергей Штеменко в кругу семьи

В июле 1953 года после ареста Лаврентия Берии был снят с должности, понижен в воинском звании с генерала армии до генерал-лейтенанта (29 июня 1953 года), то есть сразу на два звания. Одним из обвинений в адрес Штеменко стало утверждение министра обороны СССР Н. А. Булганина о том, что Штеменко «через Берию докладывал Сталину разные сплетни на некоторых руководящих военных лиц». По этому поводу Штеменко 21 июля 1953 года обратился с личным письмом к Н. С. Хрущёву, в котором опровергал свою близость к Берии и обвинения Булганина; но, судя по его дальнейшей судьбе, убедить Хрущёва в своей правоте Штеменко не удалось. С июля по ноябрь 1953 года находился в распоряжении министра обороны СССР. В ноябре 1953 года назначен начальником штаба Западно-Сибирского (с 4 января 1956 года — Сибирского) военного округа.
С 31 августа 1956 — начальник Главного разведывательного управления Генштаба, генерал-полковник (26.11.1956). В октябре 1957 года предупредил находившегося в командировке в Югославии министра обороны маршала Жукова о готовящемся его смещении.
28 октября 1957 года снят с должности и несколько месяцев находился в распоряжении министра обороны СССР. В мае 1958 года назначен первым заместителем командующего войсками Приволжского военного округа, а в июне 1961 года переведён на такую же должность в Закавказский военный округ. С июля 1962 года начальник Главного штаба Сухопутных войск — первый заместитель главнокомандующего Сухопутными войсками. С 14 апреля 1964 года — начальник Главного организационно-мобилизационного управления — заместитель начальника Генерального штаба. 19 февраля 1968 года Штеменко было вторично присвоено звание генерал армии. С 3 августа 1968 года — первый заместитель начальника Генерального штаба — начальник Штаба Объединённых вооружённых сил государств — участников Варшавского договора. Автор мемуаров и многочисленных публикаций в военной печати.
В 1952—1956 годах — кандидат в члены ЦК КПСС. Депутат Верховного Совета РСФСР 3, 8—9 созывов (1951—1955, 1971—1976).

Могила С. М. Штеменко на Новодевичьем кладбище Москвы.

Умер в Москве 23 апреля 1976 года. Похоронен на Новодевичьем кладбище.

## Награды
- Орден Ленина (24.06.1948);
- 3 ордена Красного Знамени (21.05.1942);
- 2 ордена Суворова I степени (29.07.1944, 4.06.1945);
- Орден Кутузова I степени (17.05.1943);
- Орден Суворова II степени (22.02.1944);
- Орден Трудового Красного Знамени;
- Орден Красной Звезды (03.11.1944);
- Орден «За службу Родине в Вооружённых Силах СССР» III степени (30.04.1975);
- Медаль «За оборону Москвы» (01.05.1944);
- Медаль «За оборону Кавказа» (01.05.1944);
- другие медали СССР;

Иностранные ордена и медали
- Орден «За заслуги перед Отечеством» в золоте (ГДР);
- Боевой орден «За заслуги перед народом и Отечеством» (ГДР);
- два ордена Красного Знамени (МНР, 06.11.1945, 06.07.1971);
- Орден Полярной звезды (МНР);
- Орден Возрождения Польши 3-го класса (ПНР, 06.10.1973);
- Орден «Virtuti militari» 3-й степени (ПНР, 19.02.1968);
- Орден «Крест Грюнвальда» 2-й степени (ПНР, 21.05.1946);
- Орден Народной Республики Болгария 2-й степени (14.09.1974);
- Орден «За военные заслуги» 2-й степени (НРБ, 09.02.1946);
- Орден Тудора Владимиреску 1-й степени (СРР, 01.10.1974);
- Орден Почётного легиона 3-й степени (Франция, 09.06.1945);
- Орден Партизанской звезды 1-й степени (СФРЮ);
- Орден «За заслуги перед народом» 1-й степени (СФРЮ);
- Орден Заслуг Венгерской Народной Республики 1-й степени (ВНР, 04.04.1975);
- Медаль «За Победу над Японией» (МНР);
- Медаль «30 лет Победы над милитаристской Японией» (МНР, 1975);
- Медаль «30 лет Халхин-Гольской Победы» (МНР, 1969);
- Медаль «50 лет Монгольской Народной Армии» (МНР, 1970);
- Медаль «50 лет Монгольской Народной Революции» (МНР, 1970);
- Медаль «30 лет освобождения Румынии от фашизма» (СРР, 1974);
- Медаль «90 лет со дня рождения Георгия Димитрова» (НРБ, 1974);
- Медаль «Братство по оружию» 1-й степени (ГДР);
- Медаль «За освобождение Кореи» (КНДР);
- Медаль «За укрепление дружбы по оружию» (ЧССР);
- Медаль «К 20-летию Словацкого национального восстания» (ЧССР);
- Медаль «50 лет Компартии Чехословакии» (ЧССР).

## Труды
- Генеральный штаб в годы войны. — Ч. 1—2. — М., 1968—1973.
- Генеральный штаб в годы войны. — Кн. 1—2. — М., 1973—1975.
- Новый закон и воинская служба. — М., 1968.
- О всеобщей воинской обязанности. — М., 1968.
- Советские сухопутные войска. — 2-е изд. — М., 1968.
- Последние шесть месяцев Второй мировой войны. — М., 1973.
- Освободительная миссия Советской Армии. — М., 1975.
- Перед ударом в Белоруссии // Военно-исторический журнал. — 1965. — № 9. — С. 44—59.
- Победителям и Героям // Военно-исторический журнал. — 1966. — № 7. — С. 15—28.
- Из истории разгрома Квантунской армии // Военно-исторический журнал. — 1967. — № 4—5.
- На северном фланге советско-германского фронта летом и осенью 1944 года // Военно-исторический журнал. — 1972. — № 6. — С. 59—66.

## Оценки современников
Сталин послал на Кавказ Берию с поручением спасти там положение после поражения Южного фронта, Берия просил рекомендовать, кого из работников Генерального штаба ему взять с собой, и <…> ему порекомендовали <…> Штеменко как молодого и способного штабного работника, он взял его с собой, и несколько месяцев Штеменко был с ним. Это, к сожалению, многое потом определило и в его судьбе, и в его поведении (Василевский).

## Память

Бюст генерала армии С. М. Штеменко в Краснодаре

- В Краснодаре установлен бюст генералу армии С. М. Штеменко (открыт в 1979 году).
- В Краснодаре установлен памятник генералу армии С. М. Штеменко (открыт 20.02.2022)[12].
- Имя С. М. Штеменко с 1977 года по настоящее время носит Краснодарское высшее военное училище[13].
- Улица Генерала Штеменко в Волгограде и Нижнем Новгороде.
- Улица Штеменко в Урюпинске Волгоградской области (на его родине).
- Приказом Министра обороны Российской Федерации № 222 от 10 апреля 2017 года учреждена ведомственная медаль Министерства обороны Российской Федерации «Генерал армии Штеменко»[14].

### Киновоплощения
- 1949 — Падение Берлина — Михаил Сидоркин.
- 1969 — Огненная дуга; Направление главного удара — Клеон Протасов.